# Poieni (gmina)
Poieni – gmina w Rumunii, w okręgu Kluż. Obejmuje miejscowości Bologa, Cerbești, Hodișu, Lunca Vișagului, Morlaca, Poieni, Tranișu i Valea Drăganului. W 2011 roku liczyła 4842 mieszkańców.